# Taylor Moore
Taylor Moore (Walthamstow, Gran Londres, Inglaterra, 12 de mayo de 1997) es un futbolista inglés. Juega de defensa y su equipo es el Bristol Rovers F. C. de la League One.

## Selección nacional
Ha sido internacional con la selección de Inglaterra en las categorías inferiores sub-17, sub-18, sub-19 y sub-20.
Fue convocado por primera vez por el entrenador John Peacock para jugar un cuadrangular internacional amistoso en Portugal, el Torneo de Algarve sub-17.
Debutó con los Tres Leones el 26 de febrero de 2014, en el primer partido del torneo, ingresó en el minuto 49 y derrotaron a Países Bajos 2 a 0. Dos días después, fue titular para enfrentar a la selección local, Portugal, el encuentro finalizó 2 a 2. El último juego fue contra Alemania, ingresó en los minutos finales pero perdieron 1 a 0.
Convenció al entrenador y lo citó para jugar la Ronda Élite para el Campeonato de Europa Sub-17 de la UEFA 2014, con sede en República Checa.
Taylor no tuvo minutos en el primer partido del grupo, pero debutó en una competición oficial el 28 de marzo contra Albania, jugó los 80 minutos como defensa central y ganaron 1 a 0. En el último encuentro, volvió a ser titular y se midieron ante Italia, selección a la que derrotaron 2 a 1.
Inglaterra clasificó con puntaje ideal al Campeonato de Europa Sub-17 de la UEFA 2014, con sede en Malta.
Fue confirmado para disputar el Campeonato Europeo. Utilizó la camiseta número 3 en el torneo.
Debutó en la fase final el 12 de mayo, fue titular en el segundo partido del grupo ante Turquía y ganaron 4 a 1. Dos días después, se enfrentaron a Países Bajos, ingresó en el minuto 68 pero fueron derrotados 2 a 0. De igual forma, clasificaron a la siguiente instancia al quedar en segundo lugar en el grupo.
La semifinal la jugó el 18 de mayo como titular en el Estadio Nacional Ta' Qali, su rival fue Portugal, que contaba con figuras como Alexandre Silva y Renato Sanches, con goles de sus compañeros Dominic Solanke y Patrick Roberts ganaron 2 a 0.
El 21 de mayo de 2014, se definió el título contra Países Bajos, en el minuto 25 Taylor le brindó una asistencia a Solanke y la transformó en el primer gol del partido, pero Jari Schuurman lo empató antes de terminar el primer tiempo. El encuentro finalizó 1 a 1 en los 80 minutos reglamentarios, por lo que fueron a una prórroga pero el marcador no varió, se definió el campeón por penales, Moore remató el segundo de su selección y lo convirtió, sus compañeros acertaron y debido a que Países Bajos no convirtió dos, Inglaterra ganó 4 a 1.
Su siguiente llamado, fue para defender la selección sub-18, bajo el mando de Neil Dewsnip. El 3 y 5 de septiembre jugaron dos partidos amistosos ante Países Bajos, en ambos fue titular y ganó Inglaterra, 4 a 1 y 3 a 1 respectivamente.
En el mes de noviembre, nuevamente tuvo actividad internacional, esta vez contra la sub-18 de Polonia, jugaron 2 partidos amistosos, Taylor estuvo los 90 minutos en ambos y ganaron en los 2.
Volvió a participar con la selección, el 26 de marzo de 2015, se enfrentaron a la selección sub-18 de Suiza y ganaron 1 a 0. Dos días después, jugaron la revancha, en el minuto 4 Moore anotó su primer gol con Inglaterra y derrotaron a los suizos 6 a 1.
El entrenador Aidy Boothroyd lo convocó para jugar 2 amistosos, esta vez con la sub-19 inglesa. Debutó en la categoría el 4 de septiembre de 2015, jugó los 90 minutos contra Alemania y ganaron 3 a 2. Luego jugaron contra Croacia, esta vez ingresó en el segundo tiempo y empataron 1 a 1.
Fue confirmado para jugar la fase de clasificación para el Campeonato de Europa Sub-19 de la UEFA 2016.
Fue titular en el primer partido del grupo el 8 de octubre de 2015, contra Macedonia, selección a la que derrotaron 2 a 0. Dos días después se enfrentaron a Finlandia, nuevamente fue titular y ganaron 1 a 0. Ya clasificados, estuvo en el banco de suplentes sin ingresar contra Italia, fue el último partido del grupo y empataron sin goles. Inglaterra clasificó en primer lugar a la siguiente fase.
Boothroyd lo citó para la fecha FIFA de noviembre, jugaron contra Países Bajos y empataron 2 a 2, pero Taylor no ingresó. El 15 de noviembre, se enfrentaron a Japón, Moore lució la cinta de capitán por primera vez, estuvo los 90 minutos en cancha y ganaron 5 a 1.
El entrenador lo convocó para la Ronda Élite para el Campeonato de Europa Sub-19 de la UEFA 2016, y lo confirmó como capitán.
Fue contra Georgia el 24 de marzo de 2016, cuando se estrenó como capitán en una competición oficial, en el primer partido del grupo de la Ronda Élite, encuentro que finalizó 2 a 1 a favor de los ingleses. Luego se enfrentaron a Grecia el 26 de marzo, pero empataron 1 a 1. En el último partido el único resultado favorable para pasar de ronda, era una victoria, su rival fue España, la vigente campeona de la categoría, de igual forma, Inglaterra logró ganar 2 a 0. Los Tres Leones clasificaron a la fase final del Europeo.
El 6 de julio, fue confirmado en la lista definitiva para participar del Campeonato de Europa Sub-19 de la UEFA 2016, en Alemania.

### Participaciones en juveniles
En cursiva las competiciones no oficiales.
| Competición                                                               | Sede                | Resultado     | Partidos | Goles |
| ------------------------------------------------------------------------- | ------------------- | ------------- | -------- | ----- |
| Ronda Élite para el Campeonato de Europa Sub-17 de la UEFA 2014           | República Checa     | Clasificó     | 2        | 0     |
| Campeonato de Europa Sub-17 de la UEFA 2014                               | Malta               | Campeón       | 4        | 0     |
| Fase de clasificación para el Campeonato de Europa Sub-19 de la UEFA 2016 | Macedonia del Norte | Clasificó     | 2        | 0     |
| Ronda Élite para el Campeonato de Europa Sub-19 de la UEFA 2016           | España              | Clasificó     | 3        | 0     |
| Campeonato de Europa Sub-19 de la UEFA 2016                               | Alemania            | Tercer puesto | 3        | 0     |
| Torneo Cuatro Naciones Sub-20 de 2016                                     | Inglaterra          | Campeón       | 2        | 0     |
| Continental Cup Sub-19 de 2016                                            | Corea del Sur       | Subcampeón    | 2        | 1     |

## Estadísticas

### Clubes
Actualizado al 3 de mayo de 2025.
| Club | Div.          | Temporada     | Liga  | Liga  | Copas nacionales(1) | Copas nacionales(1) | Torneos internacionales | Torneos internacionales | Total | Total |
| Club | Div.          | Temporada     | Part. | Goles | Part.               | Goles               | Part.                   | Goles                   | Part. | Goles |
| --- | ------------- | ------------- | ----- | ----- | ------------------- | ------------------- | ----------------------- | ----------------------- | ----- | ----- |
| R. C. Lens Francia | 1.ª           | 2014-15       | 4     | 0     | 0                   | 0                   | —                       | —                       | 4     | 0     |
| R. C. Lens Francia | 2.ª           | 2015-16       | 5     | 0     | 1                   | 0                   | —                       | —                       | 6     | 0     |
| R. C. Lens Francia | Total club    | Total club    | 9     | 0     | 1                   | 0                   | 0                       | 0                       | 10    | 0     |
| Bristol City F. C. Inglaterra | 2.ª           | 2016-17       | 5     | 0     | 2                   | 0                   | —                       | —                       | 7     | 0     |
| Bury F. C. Inglaterra | 3.ª           | 2016-17       | 19    | 0     | —                   | —                   | —                       | —                       | 19    | 0     |
| Bury F. C. Inglaterra | Total club    | Total club    | 19    | 0     | 0                   | 0                   | 0                       | 0                       | 19    | 0     |
| Cheltenham Town F. C. Inglaterra                                                                                                  | 4.ª           | 2017-18       | 36    | 0     | 3                   | 0                   | —                       | —                       | 39    | 0     |
| Cheltenham Town F. C. Inglaterra                                                                                                  | Total club    | Total club    | 36    | 0     | 3                   | 0                   | 0                       | 0                       | 39    | 0     |
| Southend United F. C. Inglaterra                                                                                                  | 3.ª           | 2018-19       | 34    | 1     | 6                   | 0                   | —                       | —                       | 40    | 1     |
| Southend United F. C. Inglaterra                                                                                                  | Total club    | Total club    | 34    | 1     | 6                   | 0                   | 0                       | 0                       | 40    | 1     |
| Bristol City F. C. Inglaterra | 2.ª           | 2019-20       | 21    | 1     | 3                   | 0                   | —                       | —                       | 24    | 1     |
| Blackpool F. C. Inglaterra | 3.ª           | 2019-20       | 8     | 0     | —                   | —                   | —                       | —                       | 8     | 0     |
| Blackpool F. C. Inglaterra | Total club    | Total club    | 8     | 0     | 0                   | 0                   | 0                       | 0                       | 8     | 0     |
| Bristol City F. C. Inglaterra | 2.ª           | 2020-21       | 22    | 0     | 6                   | 0                   | —                       | —                       | 28    | 0     |
| Bristol City F. C. Inglaterra | 2.ª           | 2021-22       | 0     | 0     | 1                   | 0                   | —                       | —                       | 1     | 0     |
| Bristol City F. C. Inglaterra | Total club    | Total club    | 48    | 1     | 12                  | 0                   | 0                       | 0                       | 60    | 1     |
| Heart of Midlothian F. C. Escocia                                                                                                 | 1.ª           | 2021-22       | 22    | 0     | 1                   | 0                   | —                       | —                       | 23    | 0     |
| Heart of Midlothian F. C. Escocia                                                                                                 | Total club    | Total club    | 22    | 0     | 1                   | 0                   | 0                       | 0                       | 23    | 0     |
| Shrewsbury Town F. C. Inglaterra                                                                                                  | 3.ª           | 2022-23       | 42    | 0     | 6                   | 0                   | —                       | —                       | 48    | 0     |
| Shrewsbury Town F. C. Inglaterra                                                                                                  | Total club    | Total club    | 42    | 0     | 6                   | 0                   | 0                       | 0                       | 48    | 0     |
| Valenciennes F. C. Francia | 2.ª           | 2023-24       | 17    | 0     | 4                   | 0                   | —                       | —                       | 21    | 0     |
| Valenciennes F. C. Francia | Total club    | Total club    | 17    | 0     | 4                   | 0                   | 0                       | 0                       | 21    | 0     |
| Bristol Rovers F. C. Inglaterra                                                                                                   | 3.ª           | 2024-25       | 33    | 1     | 5                   | 0                   | —                       | —                       | 38    | 1     |
| Bristol Rovers F. C. Inglaterra                                                                                                   | Total club    | Total club    | 33    | 1     | 5                   | 0                   | 0                       | 0                       | 38    | 1     |
| Total carrera | Total carrera | Total carrera | 268   | 3     | 38                  | 0                   | 0                       | 0                       | 306   | 3     |
| (1) Incluye datos de Copa de la Liga de Francia, Copa de Francia, Copa de la Liga de Inglaterra, FA Cup y Football League Trophy. |               |               |       |       |                     |                     |                         |                         |       |       |

### Selecciones
Actualizado al 12 de noviembre de 2016.
Último partido citado: Irán 1 - 4 Inglaterra
| Sub-17 Inglaterra                                                                              | 2013-14       | 6  | 0 | - | - | 3  | 0 | 9  | 0 |
| Sub-17 Inglaterra                                                                              | Total sel.    | 6  | 0 | - | - | 3  | 0 | 9  | 0 |
| Sub-18 Inglaterra                                                                              | 2014-15       | -  | - | - | - | 6  | 1 | 6  | 1 |
| Sub-18 Inglaterra                                                                              | Total sel.    | -  | - | - | - | 6  | 1 | 6  | 1 |
| Sub-19 Inglaterra                                                                              | 2015-16       | 8  | 0 | - | - | 3  | 0 | 11 | 0 |
| Sub-19 Inglaterra                                                                              | Total sel.    | 8  | 0 | - | - | 3  | 0 | 11 | 0 |
| Sub-20 Inglaterra                                                                              | 2016-17       | -  | - | - | - | 6  | 1 | 6  | 1 |
| Sub-20 Inglaterra                                                                              | Total sel.    | -  | - | - | - | 6  | 1 | 6  | 1 |
| Total carrera                                                                                  | Total carrera | 14 | 0 | - | - | 18 | 2 | 32 | 2 |
| (1)Incluidos los datos del Campeonato Europeo Sub-17 (2014) y Campeonato Europeo Sub-19 (2016) |               |    |   |   |   |    |   |    |   |

## Palmarés

### Títulos internacionales
| Título                                 | Club (*)                | País  | Año  |
| -------------------------------------- | ----------------------- | ----- | ---- |
| Campeonato de Europa Sub-17 de la UEFA | Selección de Inglaterra | Malta | 2014 |

(*) Incluyendo la selección.